# Гусли (Брянская область)
Гусли — поселок в Стародубском муниципальном округе Брянской области.

## География
Находится в южной части Брянской области на расстоянии приблизительно 2 км на север по прямой от районного центра города Стародуб.

## История
На карте 1941 года показан как поселение с 32 дворами. До 2020 года входил в состав Десятуховского сельского поселения Стародубского района до их упразднения.

## Население
Численность населения: 57 человек в 2002 году (русские 98 %), 38 в 2010.